# Кочиев, Александр Васильевич
Александр Васильевич Кочиев (род. 25 марта 1956, Ленинград) — российский шахматист, гроссмейстер (1977), заслуженный тренер России. В 1970-е годы являлся самым молодым гроссмейстером мира. Окончил Ленинградский государственный университет.

## Шахматная карьера
Первых успехов добился в юношеских соревнованиях; чемпионат СССР (1972) — 1-е место; чемпионат мира (1974) — 4-е; первенство Европы (1975/1976) — 1-е место. Победитель командных чемпионатов мира среди молодёжи (1978, 1980 и 1981 в составе сборной команды СССР) и Кубка европейских клубов (1979, в составе команды ДСО «Буревестник»). Участник зонального турнира ФИДЕ (1978).
Десятикратный чемпион Санкт-Петербурга по блицу. Занял 12-е место в 45-м чемпионате СССР (1977) в Ленинграде. В составе сборной Ленинграда бронзовый призёр 16-го Первенство СССР между командами союзных республик (1983) в Москве.
Лучшие результаты в других международных соревнованиях: Капфенберг (1976) — 3-е; Дортмунд (1977) — 1—2-е; Гавр (1977) — 2—3-е; Гастингс (1978/1979) — 2—5-е; Реджо-нель-Эмилия (1979/1980) — 1-е; Сомбор (1980) — 1—2-е; Стари-Смоковец (1983) — 1-е; Ленинград (1984) — 6-е (мемориал Котова), 4—7-е (международный турнир); Таллин (1985) — 3—6-е; Дрезден (1986) — 3-е; Ленинград (1987) — 2—4-е места (мемориал Фурмана).

## Изменения рейтинга
| Графики недоступны из-за технических проблем. См. информацию на Фабрикаторе и на mediawiki.org. |

## Книги
- Верховский Л. С., Кочиев А. В., Яковлев Н. Г. «Цугцванг». «Преимущество двух слонов». Издательство: Москва. Физкультура и спорт, 1989 г., 160 стр.